# Jean-Antoine Bécourt
Pour les articles homonymes, voir Bécourt (homonymie).
Jean-Antoine Bécourt (né à Wanquetin le 13 août 1760 et mort à Paris le 24 juin 1794) est un musicien et compositeur français actif à Paris vers 1785.
Violoniste au théâtre des Beaujolais, Bécourt composa quelques airs de danse pour ce spectacle, parmi lesquels il y en eut qui eurent de la vogue. Au nombre de ces airs se trouvait une contredanse qui fut connue sous le nom de Carillon national. Elle devint populaire. La reine de France, Marie-Antoinette la jouait souvent sur son clavecin. C’est sur cet air qu’un chanteur des rues nommé Ladré arrangea, en 1789, les paroles de la chanson révolutionnaire Ah ! ça ira, qui fut entonnée pendant la nuit du 5 au 6 octobre, par les insurgés du château de Versailles, et qui fut chantée par le peuple dans le peuple jusqu’à la fin du règne de la Terreur. C’est ce même air dont on fit un pas accéléré pour les corps de musique des armées de la république française.

## Sources
- François-Joseph Fétis, Arthur Pougin, Biographie universelle des musiciens et bibliographie générale de la musique, Paris, Firmin-Didot, t. 1, 1881, p. 296-7.